# Сасов (хасидская династия)
Сассов — хасидская династия, которую основал Рабби Моше Лейб Эрблих из Сасова (1745—1807).
Сассов расположен в Восточной Галиции.

## Современные Сасовские Реббе
На конец 2012 года Сасовским Реббе является Яков Цви Эрблих из Монси, сын Реббе Моше Егода Эрблиха (умер в 1991 году), который был сыном Реббе Якова Цви Эрблиха Посовера, сына Екусель Шмелка Эрблиха (1800–1861), сына Моше Лейб Эрблиха (1745–1807), основателя династии.